# Saint-Maixent (Sarthe)
Saint-Maixent is een gemeente in het Franse departement Sarthe (regio Pays de la Loire) en telt 668 inwoners (1999). De plaats maakt deel uit van het arrondissement Mamers.

## Geografie
De oppervlakte van Saint-Maixent bedraagt 22,7 km², de bevolkingsdichtheid is 29,4 inwoners per km².
De onderstaande kaart toont de ligging van Saint-Maixent (Sarthe) met de belangrijkste infrastructuur en aangrenzende gemeenten.

## Demografie
Onderstaande figuur toont het verloop van het inwonertal (bron: INSEE-tellingen).